# アレクセイ・エリョーメンコ
アレクセイ・ゴルデーヴィチ・エリョーメンコ（ロシア語: Алексей Гордеевич Ерёменко、1906年3月31日 - 1942年7月12日）は、ソビエト連邦の政治将校。第二次世界大戦中、赤軍第220狙撃兵連隊で下級政治委員を務めた。1942年に撮影されたエリョーメンコとされる写真は『大隊長』と題され、第二次世界大戦における有名なプロパガンダ写真の1つとなった。

## 経歴
1906年3月31日（ユリウス暦では18日）、ロシア帝国エカテリノスラフ県テルスャンカ村にてウクライナ人の大家族の元に生を受ける。14歳になると両親を助ける為に鉄道や工場で働き、その後はザポリージャのコルホーズでも働いた。またコムソモールの団長 (бригадир) でもあり、後には党地区委員 (парторг)、コルホーズの職長などを務めた。
大祖国戦争（独ソ戦）が始まると、エリョーメンコは召集を待たず自主的に政治委員として赤軍に志願した。当初は第247狙撃兵師団で戦い、その後第18軍隷下の第4狙撃兵師団第220狙撃兵連隊に移った。

### 戦死
第285狙撃兵師団のヴァシリー・セヴァスティヤノヴィチ・ベレズプチャク中佐 (Василий Севастьянович Березубчак) によれば、エリョーメンコは後退してきた部隊を再集結させてドイツ軍塹壕への攻撃を指揮しており、その混乱の最中に戦死したとされる。この際、写真の撮影などは一切行われなかったという。
一方、第220連隊に所属する政治委員の1人だったアレクサンドル・マトヴェーヴィチ・マカロフ少佐 (Александр Матвеевич Макаров) によれば、エリョーメンコは負傷した中隊長ペトレンコ中尉に代わって指揮を取っている最中に戦死したという。従軍カメラマンのマックス・アリペルトは戦闘の最中、指揮官を撮影しようと試みたものの、既にカメラが破損していてうまく構えられず、また激しい銃火の中では彼自身も塹壕の中に伏せなければならなかった。戦闘が収まった後にカメラを改めていると、周囲の兵士らが「大隊長戦死！」«Комбата убили!» と叫んでいるのが聞こえてきた。彼は自らが撮影した指揮官がその大隊長だったと考え、この写真を『大隊長』«Комбат» と題し発表したのである。マカロフはアリペルト死去後の1987年になってから、この「大隊長」こそペトレンコ中尉の代わり指揮を執っていたエリョーメンコだと語った。
いずれにせよ、エリョーメンコは1942年夏のホロシェー村を巡る戦いで戦死した。彼はその他の戦死者と共に村の近くの集団墓地に埋葬された。最終階級は下級政治委員（少尉相当）。

## その後

### 写真
アリペルト自身は自らが写真に収めた「大隊長」が誰だったのか、最後まで判別できなかった。『コムソモリスカヤ・プラウダ』紙の記者とウクライナ・ルハーンシク州の青年組織 «Молодогвардієць» のメンバーは「大隊長」の特定に向けた調査を開始し、また「大隊長」の身元に関する情報を求める新聞広告も掲載した。1974年、新聞広告を見たエリョーメンコの母と息子が、アリペルトに宛てて「大隊長」はエリョーメンコとよく似ているという手紙を書いた。1943年にエリョーメンコの妻エヴドキヤ (Евдокия) に届けられた戦死通知には「1942年1月14日行方不明」とあった為、当初アリペルトはこれに懐疑的であった。しかしエヴドキヤから提供されたエリョーメンコの写真と「大隊長」を比較するとよく似ており、同一人物である可能性が非常に高いとされた。また先述のとおり、1987年にはエリョーメンコと同じ第220連隊に所属していたマカロフ少佐が、「大隊長」がエリョーメンコであったことを明かしている。
写真『大隊長』は、大祖国戦争のシンボルの1つとなった。

### コイン

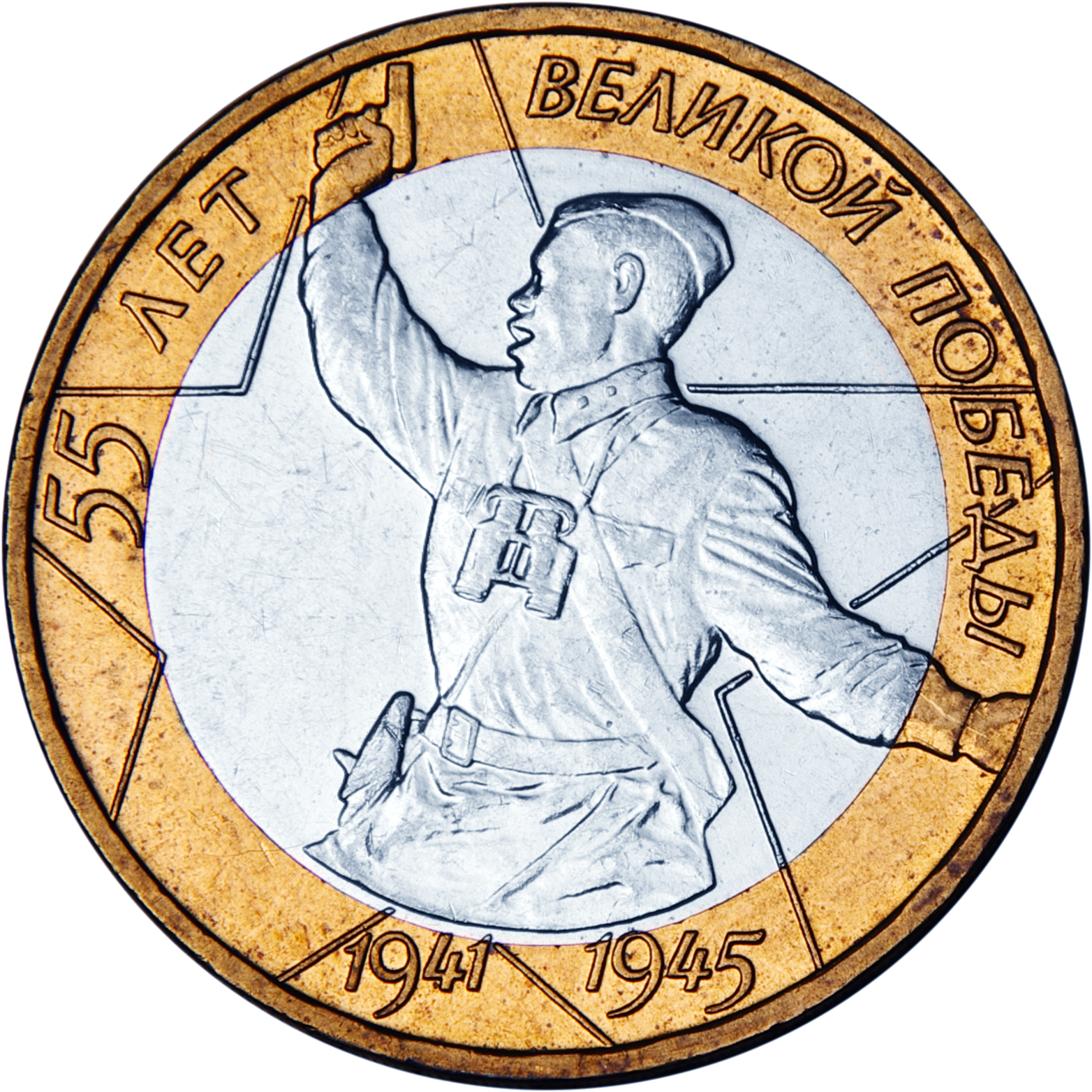
2000年に発行された戦勝55周年記念10ルーブル硬貨

1995年に発行された戦勝50周年記念5ルーブル硬貨では、『大隊長』が図柄として採用されている。また2000年に発行された戦勝55周年記念10ルーブル硬貨でも採用された。

### モニュメント
エリョーメンコが戦死した場所からほど近い高台には、『大隊長』をモチーフとしたモニュメントが設置された。これはルハーンシク出身の彫刻家イヴァン・ミハイロヴィチ・チュマク (Иван Михайлович Чумак) や地元団体の協力によって作られたものであり、大理石の台座には「1941年から1945年にかけての大祖国戦争におけるソ連邦軍政治委員の英雄的偉業に敬意を表して」«В честь героического подвига политработников Советской Армии в Великой Отечественной войне 1941—1945 гг.» と刻まれている。エリョーメンコ没後70周年にあたる2012年7月12日、このモニュメントは高台から降ろされ、その麓のかつて戦場だった地区に移された。

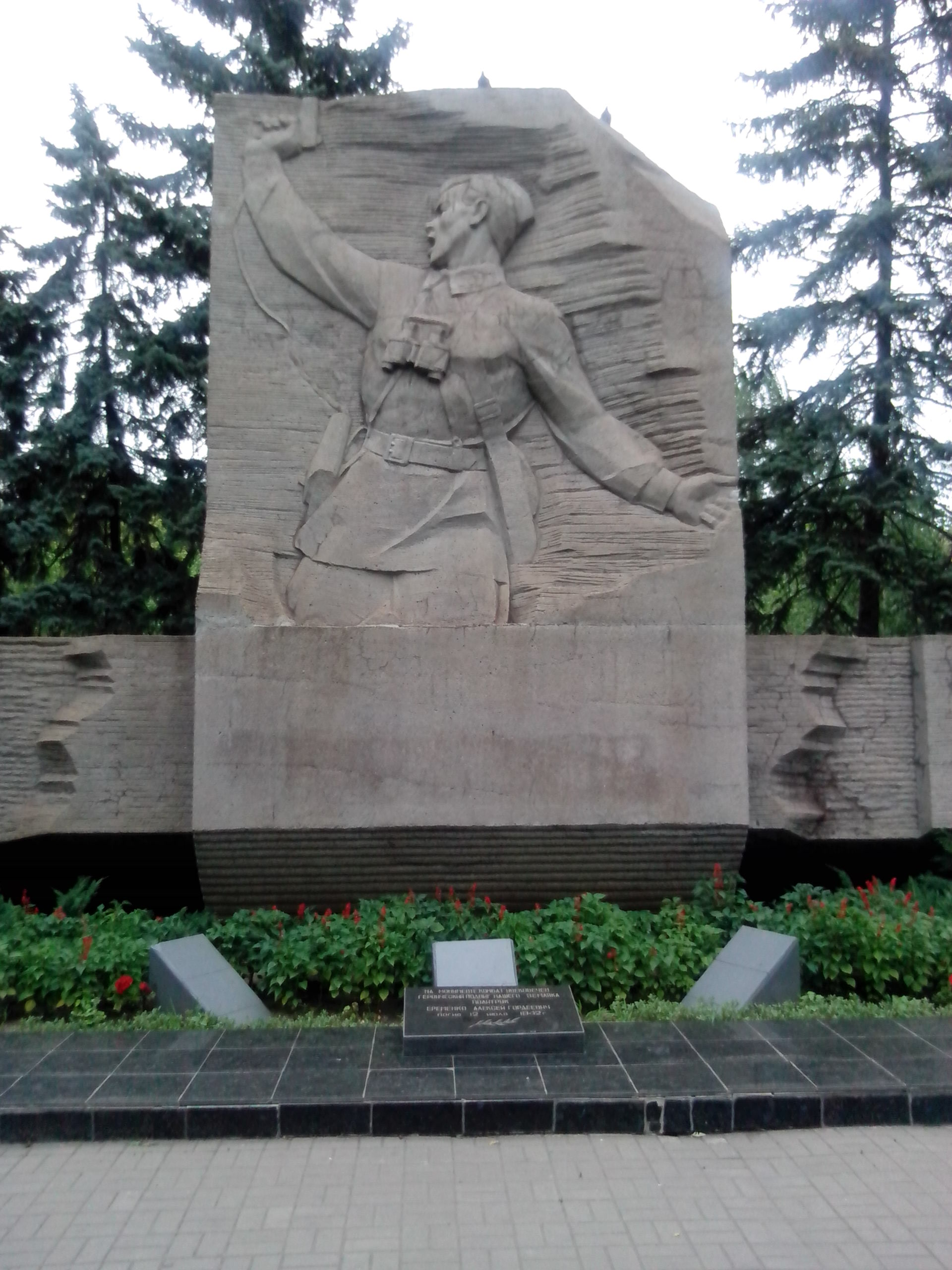
ザポリージャの戦勝記念碑

ザポリージャに設置された戦勝記念碑も、写真『大隊長』をモチーフとしたものである。